# Mehmet Beg Mihaloglu
Mehmet Beg Mihaloglu (mort après 1532) Pacha ottoman de Nicopolis et de Roumélie. Il gouverne de facto la Valachie en 1522.

## Origine
La famille Mihaloglu était issue d’un renégat chrétien d’origine roumaine nommé Mihail et converti à l’islam au début du XVe siècle. Ses descendants musulmans l’identifiait avec le jeune Mihail second fils du prince Mihail capturé par les Ottomans après la mort de son père en 1420.
La famille Mihaloglu s’était implantée au sud du Danube où ses membres  Hizir Beg (mort en 1452) et ses frères, puis son fils Ali Beg  et ses frères gouvernaient pour le compte des ottomans un important pachalik en Roumélie pendant la seconde moitié du XVe siècle.
Mehmet Beg était le troisième des cinq fils d’Ali Beg Mihaloglu mort en Bulgarie à Pleven en 1507 et de son épouse d’origine chrétienne « Mehtap Hanim  »   que Matei Cazacul identifie avec Marie une fille du ban Neagoe de Craiova fondateur de la dynastie de Craiovescu dans ce contexte Mehmet Beg était le neveu des quatre fils de Neagoe qui occupèrent des fonctions importante à la cour de Valachie à la fin du XVe et au début du XVIe siècle

## Première intervention en Valachie
Après l’expulsion de la famille des Drăculea Vlad V cel Tânăr  fils de Vlad IV Călugărul  est installé en février 1511  sur le trône de Valachie avec l’appui des boyards de Craiovescu et  l’aval de Mehmet Beg. Malgré cela le 17 août 1511 le nouveau prince se déclare vassal du roi Louis II de Hongrie et à la fin de l’année il entre en conflit avec ses puissants protecteurs qui se réfugient  au sud du Danube chez Mehmet Beg.
Mehmet Beg et ses alliés valaques attaquent Vlad V cel Tânăr  qui est vaincu capturé et décapité. Le 23 janvier 1512. Avec  son accord un membre de la famille de Craiovescu Neagoe Basarab V  monte sur le trône

## Autres campagnes
En 1514 Mehmet Beg accompagne le Sultan Selim Ier en Iran et participe à la guerre contre Shah Ismail en 1517 il fait campagne contre les Mameluk d’Égypte. En 1521, de retour en Europe, il participe à la prise de  Belgrade par Soliman Ier qui met  fin à l’autonomie de la Serbie

## Nouvelles interventions
Après le décès de Neagoe Basarab V le 15 septembre 1521 son fils le jeune  Teodosie devient prince.  Après la mort du régent Preda Craiovescu  le 27 septembre un nouveau prétendant apparaît le 9 octobre en la personne Vlad VI Dragomir.  
Mehmet Beg emmène Teodosie  au sud du Danube dans ses domaines  puis il bat et  exécute Vlad VI Dragomir en novembre 1521. Les boyards anti-ottomans réagissent et font appel au prince  Radu de la Afumați en janvier 1522
Mehmet Beg revient avec Teodosie et repousse le nouveau prétendant et dès janvier 1522  il envoie   Teodosie avec ses trésors et ses 22 canons à Constantinople où le jeune prince décède sans doute de maladie dans le courant du mois. 
Mehmet  Beg n’hésite pas à demander au Sultan Soliman Ier de lui accorder le gouvernement de la Valachie comme principauté vassale. Il gouverne de facto le pays jusqu’en juin 1522 avant d’être chassé par Radu V de la Afumați. En août 1522 il revient avec une puissante armée et met le pays au pillage jusqu’en octobre avant d’être définitivement expulsé par Radu V de la Afumați et ses alliés transylvains. 
Au cours des années suivantes, Mehmet Beg  participe à la campagne victorieuse du sultan Soliman II contre la Hongrie  qui se termine et à l’écrasement de son armée lors de la bataille de Mohács le 11 septembre 1526. Entre 1529 et 1532 Mehmet Beg  mène plusieurs  campagnes  contre les Autrichiens.
Son attention est de nouveau attirée par la Valachie  après  le meurtre  de  Radu V de la Afumați  et de son fils Vlad en janvier 1529. Mehmet Beg tente en vain d’imposer sur le trône de Valachie un prince  sous le nom de Basarab VI ce dernier serait l’un de ses fils ou un bâtard vrai ou supposé de Neagoe Basarab V.  
Les boyards décident de donner le trône à  Moise de Valachie un membre de la famille des Dănești celui-ci avec l’appui des  Craiovescu cherche à s’émanciper des ottomans et  Mehmet Beg donne son appui à Vlad VII Înecatul pour renversé Moïse en juin 1530. Vlad VII Înecatul  meurt noyé accidentellement le 18 septembre 1532.  
Mehmet Beg disparaît alors définitivement de la documentation où il est remplacé par Hizir Beg (II) Mihaloglu (son frère ?) et Kasim Beg Mihaloglu (son fils ?) dont les liens de parenté avec lui ne sont pas établi.

## Sources
- Nicolas Iorga Histoire des Roumains Volume IV, les chevaliers. Bucarest (1937)